# Makrosocjologia
Makrosocjologia – dział socjologii, którego przedmiotem zainteresowania są makrostruktury społeczne; także socjologiczna orientacja badawcza zajmująca się przede wszystkim analizą tak zwanych wielkich procesów i zjawisk społecznych oraz budowaniem na tej podstawie ogólnych teorii socjologicznych.
Inaczej makrostruktury to specyficzny układ wyznaczający ramy i kierunki życia społecznego.
Charakteryzuje się:
- wielokrotna złożonością;
- skomplikowaniem powiązań pomiędzy elementami* względną odpornością wobec ingerencji i dezintegracji;
- wspólnotą kultury.

Własności makrostruktur:
- samoistność rozumiana jako niezależność;
- zamknięcie świata społecznego w odpowiednie ramy;
- samoreferencja: rozwój autonomiczny, gdzie układem odniesienia jest struktura sama dla siebie;
- samowystarczalność.

Przykłady makrostruktur:
- klasy i warstwy;
- ruchy społeczne;
- narody;
- kultury;
- religie;
- społeczności lokalne.